# 박동진 (축구 선수)
박동진(朴東眞, 1994년 12월 10일 ~ )는 대한민국의 축구 선수로 현재 김포 FC에서 센터포워드, 오른쪽 풀백, 센터백으로 활동 중이다.

## 구단 경력

### 광주 FC
한남대학교를 졸업하고 2016년 신인자유선발로 광주 FC에 입단하였다.

### FC 서울
2017년 12월 FC 서울에 입단하였다. 2019시즌부터 공격수로 포지션을 변경한다고 알려졌다.

## 국가대표팀 경력
2014년 대한민국 올림픽 대표팀에 선발되어 브라질과의 경기서 첫 출전했으며, 2015년 킹스컵에 출전해 한국의 우승을 이끌었다. 광주 하계 유니버시아드에서도 대한민국 대표팀으로 선발되어 타이완과의 조별 리그 2차전서 멀티골을 기록하는 등 한국의 대회 준우승을 이끌었다.
2016년 AFC U-23 챔피언십에 출전해 한국의 2016년 리우데자네이루 올림픽 본선 진출을 이끌었다. 6월 27일 발표된 리우 올림픽 출전 U-23 대표팀 최종 명단에 포함되었다.

## 수상 내역

### U-23
킹스컵: 2015 (우승)